# Ust-Dzhegutá
Ust-Dzhegutá (en ruso: Усть-Джегута´, en abaza: Усть-Джьгваты, Ust-Dzhgvaty, en cabardiano: Усть-Жэгуэтэ, Ust-Zhegueté, en karachayo-bálkaro: Джёгетей Аягъы, Dzhogetéi Ayagy) es una ciudad de la república de Karacháyevo-Cherkesia, en el sur de Rusia. Está situada en la orilla derecha del río Kubán, a la altura de la desembocadura de su afluente el Dzhegutá, 10 km al sur río arriba de Cherkesk, la capital de la república. Es centro administrativo del raión de Ust-Dzhegutá. Tenía 29857 habitantes en 2010
En Ust-Dzhegutá comienza el gran canal de Stávropol, en un embalse situado río arriba de la ciudad.

## Historia
Ust-Dzhegutá fue fundada en 1861 como stanitsa Dzhegutinskaya (Джегутинская) por los cosacos. El nombre de la ciudad proviene del ruso (Ust, "boca") y del karachayo (Dzhoge, "tilo", y téi "río"). Tiene estatus de ciudad desde 1975.

## Demografía

### Evolución demográfica
| 1959  | 1970  | 1979   | 1989   | 1992   | 2002   | 2008   | 2010   |
| ----- | ----- | ------ | ------ | ------ | ------ | ------ | ------ |
| 4 400 | 6 500 | 19 200 | 29 225 | 31 500 | 32 903 | 30 094 | 29 857 |

### Composición étnica
La población de la ciudad estaba compuesta por los siguientes grupos étnicos en 2002
- Karacháis (49.6 %)
- Rusos (35.3 %)
- Abasios (6.8 %)
- Cherquesos (1.8 %)
- Ucranianos (0.7 %)
- Otros (5.8 %)

## Cultura y lugares de interés
Cabe destacar la iglesia de San Miguel Arcángel

## Economía y transporte
En la ciudad se encuentran varios edificios industriales (fábrica de componentes para el ferrocarril, fábrica de cemento, fábrica de cal, fábrica de labrillos de silicio).
Al sur de la localidad se encuentra el complejo de invernaderos Yuzhni (144 ha, 2500 empleados).
En Ust-Dzhegutá tiene inicio la vía ferroviaria de 67 km que va por Cherkesk a Nevinnomynsk (estación Zelenchuk), donde conecta al ferrocarril del Cáucaso Norte. La estación de la localidad se llamá Dzhegutá. En agosto de 2010 edificó un puente dentro de la ciudad que pasa hacia la orilla izquierda del Kubán. Hasta entonces, el único paso entre las orillas era la presa que retiene el agua del embalse de Ust-Dzhegutá.

## Personalidades
- Dima Bilán (1981-), cantante.